# Мост Цзиньтан
Цзиньтан (кит. 金塘大桥) — трансокеанский мост в заливе Ханчжоувань Восточно-Китайского моря у восточного побережья Китая; самый длинный из Чжоушань трансокеанических мостов. Соединяет материковый район Нинбо Чжэньхай и остров Цзиньтан архипелага Чжоушань. Мост является частью скоростного шоссе G9211 Нинбо—Чжоушань (宁波−舟山高速公路).

## Характеристика
Длина — 26 км, высота — 202,5 м.